# Willughbeia anomala
Willughbeia anomala är en oleanderväxtart som beskrevs av Markgraf. Willughbeia anomala ingår i släktet Willughbeia och familjen oleanderväxter. Inga underarter finns listade i Catalogue of Life.